# Municipio de Dodson
El municipio de Dodson (en inglés: Dodson Township) es un municipio ubicado en el condado de Highland en el estado estadounidense de Ohio. En el año 2010 tenía una población de 2607 habitantes y una densidad poblacional de 38,35 personas por km².

## Geografía
El municipio de Dodson se encuentra ubicado en las coordenadas 39°12′47″N 83°48′29″O / 39.21306, -83.80806. Según la Oficina del Censo de los Estados Unidos, el municipio tiene una superficie total de 67.98 km², de la cual 67,79 km² corresponden a tierra firme y (0,28 %) 0,19 km² es agua.

## Demografía
Según el censo de 2010, había 2607 personas residiendo en el municipio de Dodson. La densidad de población era de 38,35 hab./km². De los 2607 habitantes, el municipio de Dodson estaba compuesto por el 98,7 % blancos, el 0,19 % eran amerindios, el 0,04 % eran asiáticos, el 0,15 % eran de otras razas y el 0,92 % eran de una mezcla de razas. Del total de la población el 0,61 % eran hispanos o latinos de cualquier raza.